# Kogula (Valjala)
Kogula – wieś w Estonii, w prowincji Sarema, w gminie Valjala.